# Valeriu-Andrei Steriu
Valeriu Andrei Steriu (n. 24 septembrie 1965, București, România) este un politician român, fost senator și deputat în Parlamentul României, ales inițial în 2008 pe listele PSD și trecut în 2009 la Uniunea Națională pentru Progresul României (UNPR), partid din partea căruia a fost ales din nou în 2012. Steriu a fost ales senator de Olt în legislatura 2004-2008, ales listele PSD. Steriu a fost validat pe data de 17 februarie 2004 dar a demisionat pe data de 1 februarie 2005  și a fost înlocuit de senatorul Ion Toma. În 2008 a fost ales inițial pe listele PSD și trecut în 2009 la Uniunea Națională pentru Progresul României (UNPR). În 2012, a fost ales deputat în circumscripția electorală nr.12 Călărași, colegiul uninominal nr.2 și îndeplinește funcția de Chestor al Camerei Deputatilor, din septembrie 2016.
În perioada 2001-2005, a fost Secretar de Stat în Ministerul Agriculturii pe probleme de integrare europeană și probleme internaționale.
Valeriu Andrei Steriu s-a născut la București (n. 24 septembrie 1965).
De profesie inginer, doctor în economie agricolă, este membru al Comisiei pentru agricultură, silvicultură, industrie alimentară și servicii specifice din Camera Deputaților.
În iulie 2016, ca urmare a fuziunii dintre partidul pe care îl conducea, Uniunea Națională pentru Progresul României (UNPR), și Partidul Mișcarea Populară (PMP), condus de fostul președinte al României, Traian Băsescu, Valeriu Steriu devine președinte executiv al PMP. În august 2016, după alegeri interne, Valeriu Steriu este ales și președinte al organizației PMP București. 
În legislatura 2012-2016, Valeriu-Andrei Steriu a fost membru în grupurile parlamentare de prietenie cu Republica Guineea și Regatul Unit al Marii Britanii și Irlandei de Nord. Valeriu-Andrei Steriu a inițiat 64 de propuneri legislative din care 13 au fost promulgate legi. 

În legislatura 2012-2016, Valeriu-Andrei Steriu a fost membru în grupurile parlamentare de prietenie cu Regatul Unit al Marii Britanii și Irlandei de Nord, Statele Unite Mexicane și Statul Israel. 
1. ↑  Valeriu Andrei STERIU
2. ↑   http://www.assembly.coe.int/nw/xml/AssemblyList/MP-Details-EN.asp?MemberID=8018 Lipsește sau este vid: |title= (ajutor)